# Wescley
Wescley Gomes dos Santos, mais conhecido como Wescley, (Rio de Janeiro, 11 de outubro de 1991), é um futebolista brasileiro que atua como meia e atacante. Atualmente está no São José-SP.

## Carreira

### Atlético-MG
Cria da base do Atlético Mineiro, se profissionalizou em 2010. Em 2011, foi emprestado ao Democrata-SL, e no ano seguinte foi emprestado ao Vila Nova.

### Red Bull Brasil
Em 2013, passou pelo Red Bull e logo depois se transferiu para o Betim, onde chamou a atenção do Santa Cruz. No ano seguinte, assinou com a Chapecoense, e no segundo semestre de 2014 foi finalmente contratado pelo Santa Cruz, que desde 2013 o cobiçava.

### Ceará
Foi novamente emprestado, dessa vez ao Ceará, para a disputa da temporada 2015. No Vozão, Wescley foi titular durante boa parte da temporada, atuando tanto como meia, tanto como ponta. Consagrou-se campeão da Copa do Nordeste, e ajudou a equipe a escapar do rebaixamento para a Série C. Com isso, entrou nos planos da diretoria do Atlético para ser reaproveitado pelo clube em 2016.

### Ferroviária
Em janeiro de 2016, foi anunciado seu empréstimo à Ferroviária, para a disputa do Campeonato Paulista. foi uns dos destaque da locomotiva na serie A1 do Paulista

### Ceará
Em maio de 2016, Wescley foi anunciado como novo reforço do Ceará, seu retorno foi adiado até junho por problemas pessoais envolvendo sua ex namorada.
Com contrato até dezembro de 2016, Wescley não teve o contrato renovado, mesmo assim, a diretoria ainda tentou a renovação com o Atlético Mineiro.

### Vissel Kobe
Em janeiro de 2017, o Atlético-MG anunciou a venda do jogador ao Vissel Kobe, do Japão por 3 anos, os japoneses pagaram cerca de R$ 6 milhões.

### Ceará
Em 2018, com a volta do Ceará para a 1ª divisão, Wescley foi emprestado por 1 ano, para o Alvinegro.

### Retorno ao Vissel Kobe
No final do seu empréstimo, Wescley retornou ao Vissel Kobe.

### Retorno ao Ceará (2019)
Em 15 de fevereiro de 2019, o Ceará anuncia o retorno de Wescley em definitivo por R$ 4,4 milhões com contrato de 3 anos, sendo assim a maior contratação da história do futebol cearense.
Sao José-SP
Em dezembro de 2024, Wescley foi anunciado como reforço do São José-SP para a disputa da Série A-2 do Campeonato Paulista 2025, assumindo a camisa 10 e sendo apontado como uma das grandes referências técnicas da equipe ao lado de Rodrigo Varanda. Sua estreia aconteceu no dia 25 de janeiro de 2025, na partida contra o Primavera, válida pela 4ª rodada do torneio, realizada no Estádio Martins Pereira, em São José dos Campos/SP. Wescley entrou no segundo tempo, mas permaneceu poucos minutos em campo, sendo novamente substituído após sentir o agravamento de uma antiga contusão. O jogo terminou empatado em 0x0. 

## Estatísticas
Até 12 de dezembro de 2020.

### Clubes
| Clube             | Temporada         | Campeonato nacional | Campeonato nacional | Campeonato nacional | Copa nacional[a] | Copa nacional[a] | Copa nacional[a] | Competições continentais[b] | Competições continentais[b] | Competições continentais[b] | Outros torneios[c] | Outros torneios[c] | Outros torneios[c] | Total | Total | Total   |
| Clube             | Temporada         | Jogos               | Gols                | Assist.             | Jogos            | Gols             | Assist.          | Jogos                       | Gols                        | Assist.                     | Jogos              | Gols               | Assist.            | Jogos | Gols  | Assist. |
| ----------------- | ----------------- | ------------------- | ------------------- | ------------------- | ---------------- | ---------------- | ---------------- | --------------------------- | --------------------------- | --------------------------- | ------------------ | ------------------ | ------------------ | ----- | ----- | ------- |
| Ceará             | 2015              | 28                  | 1                   | 1                   | 5                | 0                | 0                | —                           | —                           | —                           | 19                 | 2                  | 0                  | 52    | 3     | 1       |
| Ceará             | Total             | 28                  | 1                   | 1                   | 5                | 0                | 0                | 0                           | 0                           | 0                           | 19                 | 2                  | 0                  | 52    | 3     | 1       |
| Ceará             | 2016              | 28                  | 7                   | t 3                 | —                | —                | —                | —                           | —                           | —                           | —                  | —                  | —                  | 28    | 7     | 3       |
| Ceará             | Total             | 28                  | 7                   | 3                   | 0                | 0                | 0                | 0                           | 0                           | 0                           | 0                  | 0                  | 0                  | 28    | 7     | 3       |
| Ceará             | 2018              | 11                  | 3                   | 0                   | 4                | 0                | 0                | —                           | —                           | —                           | 18                 | 0                  | 0                  | 33    | 3     | 0       |
| Ceará             | 2019              | 15                  | 0                   | 0                   | 2                | 0                | 0                | —                           | —                           | —                           | 7                  | 0                  | 1                  | 24    | 0     | 1       |
| Ceará             | 2020              | 13                  | 1                   | 3                   | 4                | 0                | 0                | —                           | —                           | —                           | 5                  | 0                  | 0                  | 22    | 1     | 3       |
| Ceará             | Total             | 39                  | 4                   | 3                   | 10               | 0                | 0                | 0                           | 0                           | 0                           | 31                 | 0                  | 1                  | 79    | 4     | 4       |
| Total na carreira | Total na carreira | 95                  | 11                  | 7                   | 15               | 0                | 0                | 0                           | 0                           | 0                           | 49                 | 2                  | 1                  | 159   | 14    | 8       |

- a. ^ Jogos da Copa do Brasil
- b. ^ Jogos da Copa Sul-Americana
- c. ^ Jogos do Campeonato Cearense

## Títulos
Ceará
- Copa do Nordeste: 2015, 2020
- Campeonato Cearense: 2018

### Prêmios individuais
- Puskás com rapadura: 2016
- Bola de Prata - (Gol mais bonito): 2018